# Orbite cristallographique
Pour les articles homonymes, voir Orbite (homonymie).
Pour les articles ayant des titres homophones, voir Orbit.
En cristallographie, le concept d'orbite est utilisé pour désigner une configuration ponctuelle associée à son groupe générateur.

## Définition et propriétés
À partir de chaque point X0 de l'espace tridimensionnel euclidien, les opérations de symétrie Wi d'un groupe d'espace G génèrent un ensemble infini de points {WiX0}, dit orbite cristallographique du groupe d'espace G. Le groupe G est appelé groupe générateur de l'orbite.
L'application des opérations de symétrie Wi du groupe d'espace G laisse l'orbite cristallographique {WiX0} invariante.

## Orbites cristallographiques et groupes de symétrie du site
Chaque point d'une orbite cristallographique caractérise de manière univoque un seul sous-groupe maximal de G, qui transforme le point en lui-même : le groupe de symétrie du site. Les groupes de symétrie de site appartenant à différents points de la même orbite sont des sous-groupes conjugués de G.
L'intersection de deux orbites cristallographiques différentes, caractérisant deux sous-groupes différents de G, est vide : chaque point de l'espace n'appartient qu'à une seule orbite cristallographique.
Si deux orbites {WiX1} et {WjX2} caractérisent le même groupe de symétrie du site, elles appartiennent à la même position de Wyckoff.

## Orbites cristallographiques et configurations ponctuelles
Le concept d'orbite cristallographique est étroitement lié à celui de configuration ponctuelle.
Un ensemble de points possède une symétrie propre qui correspond au groupe qui a généré l'ensemble. Toutefois, cet ensemble peut se présenter aussi dans des groupes autres que son générateur. L'ensemble de points, pris avec sa symétrie propre mais isolé de son groupe générateur, constitue une configuration ponctuelle.
La relation entre orbites cristallographiques et configuration ponctuelle est étroitement liée à la relation entre une forme cristalline prise avec le groupe ponctuel qui a généré la forme et la même forme cristalline isolée de son groupe générateur.

## Type d'orbites cristallographiques
Le groupe d'espace qui a généré une orbite cristallographique peut être comparé avec la symétrie propre de la configuration ponctuelle correspondante. Si les deux groupes coïncident, l'orbite est dite caractéristique, autrement elle est dite non-caractéristique. Si la symétrie propre de la configuration ponctuelle contient des translations qui ne sont pas incluses dans le groupe générateur, l'orbite est dite extraordinaire.